# اسماعیل بابلیان
اسماعیل بابلیان دانشمند در زمینه آنالیز عددی اهل ایران است. تا کنون بیش از ۶۰ مقاله بین‌المللی در زمینه‌های مختلف آنالیز عددی منتشر کرده است. وی در تألیف چندین کتاب درسی ایران نقش داشته است.